# Scatella lutosa
Scatella lutosa är en tvåvingeart som först beskrevs av Alexander Henry Haliday 1833.  Scatella lutosa ingår i släktet Scatella och familjen vattenflugor. Arten är reproducerande i Sverige. Inga underarter finns listade i Catalogue of Life.